# Vermelles British Cemetery
Vermelles British Cemetery is een Britse militaire begraafplaats met gesneuvelden uit de Eerste Wereldoorlog, gelegen in de Franse gemeente Vermelles (Pas-de-Calais). De begraafplaats ligt 430 m ten zuidwesten van het centrum van Vermelles. Ze werd ontworpen door Herbert Baker en wordt onderhouden door de Commonwealth War Graves Commission. Het terrein wordt doorsneden door de Rue Casimir Beugnet en beide delen zijn omgeven door een natuurstenen muur. In het grootste gedeelte staat de Stone of Remembrance in de zuidwestelijk hoek op een terras met trappen geflankeerd door twee schuilruimtes met zuilen. Rechts naast de toegang staat aan de straatzijde een kapel. In het kleinste gedeelte staat het Cross of Sacrifice centraal op een verhoogde berm. 
Er liggen 2.141 doden begraven waaronder 198 niet geïdentificeerde.

## Geschiedenis
Vermelles was in Duitse handen vanaf het midden van oktober tot begin december 1914, waarna het door Franse troepen werd heroverd. De begraafplaats werd in augustus 1915 in gebruik genomen (enkele graven werden iets eerder al aangelegd) en tijdens de Slag bij Loos (25 september – 8 oktober 1915), toen het kasteel als verbandpost werd gebruikt was het perk I volzet. Ze werd uitgebreid door de Pioneers van de 1st Gloucesters en was toen bekend als Gloucester Graveyard. De andere perken werden tot april 1917 door de divisies die ten oosten van de begraafplaats aan de frontlijn streden, gebruikt. Vanaf dan tot aan de wapenstilstand was de begraafplaats gesloten maar daarna werden nog graven vanuit de omringende slagvelden bijgezet in de perken II, IV en  VI.
Er worden 2.122 Britten, 7 Canadezen, 1 Indiër, 7 Fransen en 4 Duitsers herdacht. Voor 6 Britten werden Special Memorials opgericht omdat hun graven niet meer gelokaliseerd konden worden en men aanneemt dat ze zich onder de naamloze grafzerken bevinden. 

## Graven

### Onderscheiden militairen
- Hier liggen 5 hogere officieren (luitenant-kolonel) begraven. Eén van hen (Bertram Henry Leatham) werd onderscheiden met het Distinguished Service Order (DSO).
- Vier andere officieren ontvingen eveneens het Distinguished Service Order (DSO), nl: de majoors Colin Napier Buchanan-Dunlop en Philip Granville Mason, en de kapiteins Maurice Clive Radford en Arthur Leigh-Bennett. Die laatste ontving ook het Military Cross (MC).
- de kapiteins Montagu Vernon Gore-Langton, Edward Worrell Carrington, A.W. Waterhouse, Richard Eustace Grosvenor en James Thirkell Price; de luitenants Eric Guy Sutton en Dennis Joseph St.Claire Mullaly en de onderluitenants George Ghandos Hoskins, Pieter Hendrick Schalk Bezuidenhout en J. Bilsland werden onderscheiden met het Military Cross (MC).
- de onderluitenants Norman McGregor Lowe en Hugh Durant; compagnie sergeant-majoor Roderick McPhail; sergeant T. Jones; korporaal R. Lewis en de soldaten P. Batley, Edwin Kirby en Frederick Ernest Riggs werden onderscheiden met de Distinguished Conduct Medal (DCM).
- sergeant Ernest Harris werd onderscheiden met de Distinguished Conduct Medal en de Military Medal (DCM, MM).
- nog 8 militairen ontvingen de Military Medal (MM) waaronder sergeant Joseph Cutts tweemaal (MM and Bar).

### Minderjarige militairen
- de soldaten John McKinnon Henderson en John Roberts waren slechts 16 jaar toen ze sneuvelden.
- sergeant Ranoe James Moore, de korporaals A.W. King en Neville F.W. Clarkson, schutter James Scanlon en de soldaten Arthur N. Leach, Hugh McGee, Eldon L. Pitcher, Ernest J. Selby, Percy Willett, Douglas L. Wilson, Francis R. Windebank, Albert Wood, J. Gibson, Percy J. Anderton, Frederick W. Branston, Malcolm Campbell, G. Clarke, Percy G. Everitt en Thomas Fletcher waren 17 jaar toen ze sneuvelden.